# Biumi
I Biumi furono una nobile famiglia milanese, originaria di Biumo Superiore, castellanza di Varese e loro antichissimo dominio. Il casato si distinse particolarmente per aver dato i natali nei secoli a molti esponenti nel campo della medicina.

## Storia
La famiglia è nota in Varese sin dal 1148 con un Fusco da Biumo, console del Seprio, e con Pietro da Biumo, nominato nel 1157 giudice e vicario in Italia da Federico Barbarossa. Parimenti vicario e consigliere di un altro imperatore germanico, Sigismondo di Lussemburgo, fu Paolo (+ 1422), figlio di Giovannino, ambedue giureconsulti collegiati come l'antenato Simone, cooptato nel nobile collegio di Milano già dal 1290. La famiglia Biumi poté tuttavia considerarsi ufficialmente parte della nobiltà milanese solo dal 1377, quando è attestata nella Matricula Nobilium delle famiglie milanesi con diritto di accesso ai canonicati del Duomo. In ambito ecclesiastico debbono sicuramente annoverarsi il predetto Simone Biumi, prevosto della collegiata di San Vittore di Varese a fine Duecento, Benedetta Biumi, fondatrice assieme alle beate Caterina Moriggi e Giuliana Puricelli del monastero del Sacro Monte di Varese, seconda badessa del monastero dal 1478 e morta in odore di santità, don Francesco e don Maurizio Biumi, canonici della Basilica di Sant'Ambrogio di Milano nel 1614 e nel 1624, e i fratelli don Pietro Maria Biumi, fondatore nel 1757 di un'opera pia a Cormano per fanciulle povere nubende, e don Fulgenzio Biumi, monaco cistercense e priore della Confraternita del SS. Rosario del Santuario di Sommaguggio di Civenna dal 1737 al 1755.
Nei secoli il casato si ramificò notevolmente, dando origine ad almeno sei linee qualificate come nobili:

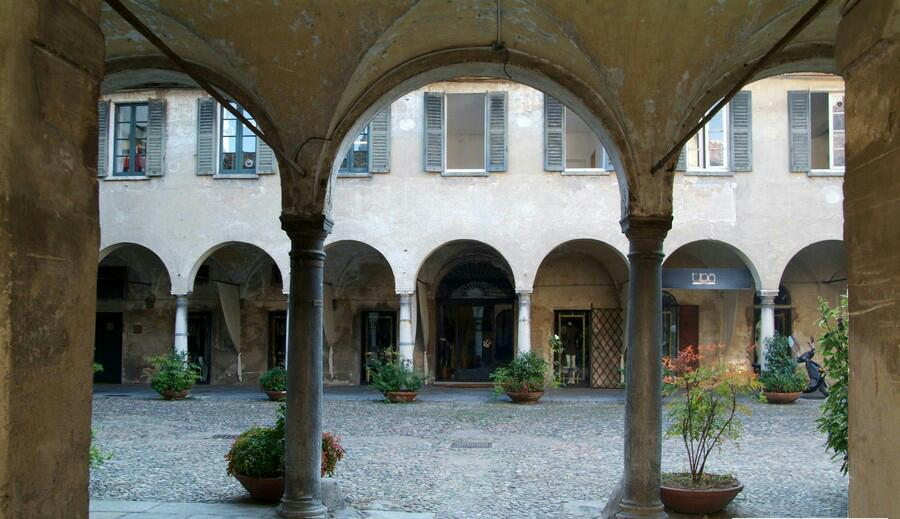
Palazzo Biumi nel centro di Varese: a fine Trecento Giovannino Biumi vi ospitò l'imperatore Sigismondo di Lussemburgo

- Biumi, marchesi di Binasco: la linea più cospicua fu quella che ottenne il titolo di marchese sul feudo di Binasco con investitura del 1651 in persona del senatore Matteo Biumi, figlio di Giovanni Pietro e Violante Abbiati Forieri, al quale si deve l'ingrandimento del palazzo gentilizio in Varese, dove l'antenato Giovannino Biumi aveva ospitato a fine Trecento l'imperatore Sigismondo di Lussemburgo durante la sua visita in Italia. Questa linea si estinse con Agnese Biumi, figlia del marchese Pietro Paolo Luigi, andata in sposa nel 1736 al conte Francesco Litta, i cui discendenti, tra i quali si annovera il celebre genealogista Pompeo Litta Biumi, ereditarono i beni e il cognome materni.[9]
- Biumi (Bianchi): discendenti da Francesco Biumi, fratello di Matteo (I) avo del citato senatore Matteo (II), furono sia il ramo dei Biumi Bianchi, che ebbe il suo più noto esponente nell'economista Giuseppe Biumi (1749 - 1837) il quale, morendo improle, lasciò erede di tutte le sue sostanze l'Ospedale Maggiore di Milano,[10] sia il ramo che vide riconosciuta a fine Ottocento la propria nobiltà dalla Consulta araldica del Regno d'Italia e che annoverò Cesare Biumi, alfiere della Guardia Nobile nel Seicento e Ferdinando, industriale e fautore del riconoscimento nobiliare.[11] Altro ramo che ottenne riconoscimento dalla Consulta araldica fu quello di Terenzio del fu Giuseppe Biumi nei primi del Novecento.[12]
- Biumi di Alessandria: discendente da Giovanni Maria Biumi (viv. 1575), altro fratello dei predetti Francesco e Matteo (I), fu il ramo dei Biumi trapiantatosi in Alessandria, estintosi con Marianna Biumi, moglie a inizio Ottocento del nobile Carlo Rosnati.[13]
- Biumi di Cormano (conti): altra linea, decorata del titolo comitale,[14] fu quella che possedeva estese proprietà terriere in Cormano (tra cui la Corte Bianca), ove don Pietro Maria Biumi fondò nel 1757 una causa pia per dotare le fanciulle indigenti e oneste del Comune. Eredi di un maggiorascato Marzone, i Biumi di Cormano annoverarono, oltre ai predetti religiosi don Pietro e don Fulgenzio Biumi, anche Giuseppe e Francesco Biumi, membri del Collegio dei Nobili Fisici nel 1763. Questo ramo del casato in particolare contrasse stretta parentela con i nobili Sessa tramite un doppio matrimonio che vide uniti nel 1771 Carlo e Luigia Biumi, fratelli del predetto Francesco, rispettivamente a Livia e Giovanni Sessa, figli del nobile Carlo, Regio Delegato e Luogotenente per la città e il contado di Como.[15][16]

### I Biumi e la medicina
Fu nel campo della medicina che il casato Biumi espresse i suoi più valenti membri, la maggior parte dei quali faceva parte dell'esclusivo Collegio dei Nobili Fisici di Milano, rivestiva incarichi nell'amministrazione sanitaria del Ducato di Milano, nell'istruzione universitaria a Pavia oppure, se laureati in medicina, erano nominati medici ordinari dell'Ospedale Maggiore di Milano, se invece non erano medici venivano chiamati a far parte dei Deputati dell'Ospedale stesso, come nel caso del marchese Luigi Biumi. Si annoverano quindi:
- Giovanni Pietro Biumi, fisico collegiato nel 1532.[18]
- Giovanni Battista Biumi, Protofisico prima dell'imperatore Carlo V, poi di Papa Pio IV.[1]
- Ettore Biumi, fisico collegiato nei primi del Seicento.[19]
- Paolo Gerolamo Biumi, fisico collegiato, lettore all'Università di Pavia e Conservatore del Tribunale Supremo della Sanità tra il 1696 al 1728.[20]
- Giuseppe Ignazio Biumi, fisico collegiato e funzionario dell'Ospedale Maggiore di Milano dalla prima metà del Settecento, padre del seguente Francesco.[21]
- Francesco Biumi, fisico collegiato e funzionario dell'Ospedale Maggiore di Milano dal 1763. Autore di diversi trattati medici, ebbe molta fama nella Milano del suo tempo e fu il medico di Barbara Dati della Somaglia, madre di Pietro Verri.[15]

## Araldica
Arma: Di rosso al castello d’oro di tre torri, quella di mezzo più alta; col capo d’oro carico di un’aquila di nero.
Cimiero: L'aquila del campo
Motto: Aller Droyt